# 312
Năm 312 là một năm trong lịch Julius. 